# Československá hokejová reprezentace v sezóně 1931/1932
Československá hokejová reprezentace v sezóně 1931/1932 sehrála celkem 7 zápasů.

## Přehled mezistátních zápasů
| Pořadí | Datum           | Soupeř    | Výsledek            | Soutěž                  | Místo utkání |
| ------ | --------------- | --------- | ------------------- | ----------------------- | ------------ |
| 68.    | 7. února 1932   | Rakousko  | 1:3 (0:1, 1:2, 0:0) | přátelsky               | Vídeň        |
| 69.    | 14. března 1932 | Francie   | 1:1 (0:0, 1:1, 0:0) | Mistrovství Evropy 1932 | Berlín       |
| 70.    | 15. března 1932 | Lotyšsko  | 7:0 (3:0, 2:0, 2:0) | Mistrovství Evropy 1932 | Berlín       |
| 71.    | 17. března 1932 | Rakousko  | 0:3 (0:2, 0:1, 0:0) | Mistrovství Evropy 1932 | Berlín       |
| 72.    | 18. března 1932 | Německo   | 0:1 (0:0, 0:0, 0:1) | Mistrovství Evropy 1932 | Berlín       |
| 73.    | 19. března 1932 | Švýcarsko | 0:2 (0:1, 0:1, 0:0) | Mistrovství Evropy 1932 | Berlín       |
| 74.    | 20. března 1932 | Švédsko   | 2:3 (1:1, 0:1, 1:1) | Mistrovství Evropy 1932 | Berlín       |

## Bilance sezóny 1931/32
| Soupeř    | Zápasy | Výhry | Remízy | Prohry | Skóre |
| --------- | ------ | ----- | ------ | ------ | ----- |
| Francie   | 1      | 0     | 1      | 0      | 1:1   |
| Lotyšsko  | 1      | 1     | 0      | 0      | 7:0   |
| Německo   | 1      | 0     | 0      | 1      | 0:1   |
| Rakousko  | 2      | 0     | 0      | 2      | 1:6   |
| Švédsko   | 1      | 0     | 0      | 1      | 2:3   |
| Švýcarsko | 1      | 0     | 0      | 1      | 0:2   |
| Celkem    | 7      | 1     | 1      | 5      | 11:13 |

## Další zápas reprezentace
| Datum              | Soupeř  | Výsledek            | Soutěž    | Místo utkání |
| 21. listopadu 1931 | Francie | 1:1 (1:0, 0:1, 0:0) | přátelsky | Paříž        |

## Přátelský mezistátní zápas
Československo –  Rakousko  1:3 (0:1, 1:2, 0:0)
7. února 1932 – Vídeň

Branky a nahrávky Československa: 31. Tomáš Švihovec (Jaroslav Pušbauer).

Branky a nahrávky Rakouska: 4. Walter Sell (Hans Ertl), 21. Hans Ertl (Walter Sell), 24. Fritz Demmer (Hans Ertl).

Rozhodčí: Alfred Revi (AUT)

Vyloučení: 0:1
ČSR: Jan Peka – Jaroslav Pušbauer, Josef Král – Tomáš Švihovec, Josef Maleček, Jiří Tožička – Wolfgang Dorasil, Alfred Mattern, Erwin Lichnofsky
Rakousko: Karl Ördögh – Kurt Stuchly, Hans Trauttenberg – Walter Sell, Hans Tatzer, Fritz Demmer – Hans Ertl, Josef Göbel, Ernst Schmucker.

## Další zápas reprezentace
Československo –  Francie 1:1 (1:0, 0:1, 0:0)
21. listopadu 1931 – Paříž

Branky a nahrávky Československa: 1:0 Josef Maleček.

Branky Francie: 1:1 Albert Hassler.

Rozhodčí: Dufour (FRA)
ČSR: Vojtěch Šimek - Zbyněk Petrs, Jaroslav Pušbauer - Wolfgang Dorasil, Josef Maleček, Karel Hromádka - Tomáš Švihovec, Alfred Mattern, Oldřich Kučera.
Francie: Philippe Lefebvre – Edgar Murphy, Albert Hassler -  Pete Bessone, Charles Ramsey, C. Antaya - Gerard Simond, Charles Munz, Jean-Pierre Hagnauer.